# Le Grand Choc
Pour plus de détails, voir Fiche technique et Distribution.
Le Grand Choc (The House in the Square) est un film fantastique britannique réalisé par Roy Ward Baker, sorti en 1951.
Il s'agit du remake du film Berkeley Square (1933). Le thème en est le voyage dans le temps.

## Genèse
Ce film est basé sur la pièce de théâtre Berkeley Square écrite par John L. Balderston et dont la première a lieu à Londres en 1926. La pièce est elle-même inspirée d'un roman de Henry James, Le Sens du passé (The Sense of the Past, 1917). Le comédien qui a joué le rôle principal dans la pièce est l'acteur de cinéma Leslie Howard (qui jouera en 1939 le rôle d'Ashley dans Autant en emporte le vent). La pièce est un tel succès (229 représentations) qu'un film est tourné en 1933, avec Leslie Howard dans le rôle principal.

## Synopsis
Peter Standish (Tyrone Power) est un scientifique américain en physique atomique qui travaille sans compter dans un laboratoire nucléaire de Londres. Son collège et ami Roger Forsyth le raccompagne un soir chez lui, dans la maison dont Peter vient d'hériter. Sise dans les beaux quartiers de Berkeley Square, c'est une maison du XVIIIe siècle dont le décor et les meubles sont restés tels qu'ils étaient à l'origine. Peter a découvert dans la maison des papiers indiquant qu'un compatriote homonyme est venu en Angleterre en 1784. Un portrait de ce cousin éloigné, peint en 1784, est accroché au-dessus de la cheminée, cousin auquel il ressemble énormément. Il a trouvé et lu le journal intime de ce cousin ; ce dernier y relate son arrivée d'Amérique chez les Pettigrew, la vie de la maison et son prochain mariage arrangé avec Kate Pettigrew. Sur la dernière page, il a écrit des choses étranges : il a vu le futur et expérimenté la vie au XXe siècle.
Peter raconte tout cela à son ami et lui confie qu'il aimerait retourner en 1784 dans cette famille qu'il connaît maintenant si bien grâce au journal. Un orage éclate et les lumières s'éteignent. Un éclair illumine la pièce et Peter tombe au sol. Quand il se relève, il réalise qu'il est en 1784, dans la même pièce. Les gens de la maison (la famille Pettigrew) croient qu'il est Peter Standish, le cousin américain qui doit épouser Kate. Kate plaît à Peter mais il est davantage intéressé par la sœur de celle-ci, Helen (Ann Blyth), dont il n'est fait aucune mention dans le journal intime de son aïeul.
Les jours passant, Peter fait mauvaise impression sur les Pettigrew car il utilise un langage moderne qui leur paraît étrange, son comportement est inhabituel, et il donne des informations sur l'avenir qu'il n'aurait pas pu connaître s'il avait réellement grandi au XVIIIe siècle. Même Kate est excédée et effrayée. Seule Helen ne se méfie pas de lui. Peter lui confie que le XVIIIe siècle n'est pas comme il l'avait imaginé : les gens sont bornés, la pauvreté et la saleté l'horrifient. Il finit par lui révéler qu'il vient du futur et lui montre le laboratoire caché qu'il a aménagé dans le sous-sol, rempli d'inventions modernes. Helen n'est nullement effrayée car elle s'intéresse au futur. Ils tombent amoureux l'un de l'autre, bien que Peter sache qu'il doit épouser Kate, afin de ne pas modifier le cours de l'histoire.
Pour impressionner la Duchesse de Devonshire venue en visite, Peter fait, par mégarde, des révélations sur la future succession de celle-ci, ce qui rend la duchesse mal à l'aise. Et voici que le laboratoire secret est découvert. C’en est trop pour les Pettigrew : on lui fait savoir qu'il va être emmené à Bedlam, un hôpital psychiatrique. Avant le départ, Peter se précipite dans la chambre d'Helen. La jeune fille pressent qu'il va retourner dans le futur ; elle lui montre une croix ansée (ramenée d’Égypte par son défunt père), lui dit que c'est le symbole de son amour pour lui. Elle lui montre le tiroir secret d'un bureau et y range la croix. Tandis qu'on emporte Peter à l'asile, un éclair jailli et Peter est de retour dans le présent. Quand il revient à lui, il pense qu'il a rêvé ou qu'il a eu une hallucination. Mais il se souvient de la croix. Il se rend dans ce qui fut la chambre d'Helen. Le bureau est là. Il ouvre le tiroir secret : la croix est bien là aussi.
Son ami Roger Forsyth lui rend visite et lui apprend qu'il s'est comporté comme un fou ces sept dernières semaines. Peter est perplexe. Y aurait-il eu une permutation dans le temps ? Roger Forsyth lui présente sa sœur, Martha (Ann Blyth). Peter a un choc : Martha ressemble en tout point à Helen. Il se précipite dehors jusqu'au cimetière devant la maison. Là, il découvre la tombe d'Helen et apprend qu'elle est morte de chagrin après son départ pour l'asile psychiatrique.

## Fiche technique
- Titre original : The House in the Square ou I'll Never Forget You ou Man of Two Worlds ou Journey to the Past ou Sense of the Past
- Titre français : Le Grand Choc ou La Grande Passion ou L'Homme des deux mondes[1]
- Réalisation : Roy Ward Baker
- Scénario : John L. Balderston et Ranald MacDougall, d’après la pièce de théâtre de John L. Balderston
- Photographie : Georges Périnal
- Montage : Alan Osbiston
- Musique : William Alwyn
- Costumes : Margaret Furse
- Producteur : Sol C. Siegel
- Société de production : 20th Century Fox
- Société de distribution : Twentieth Century Fox
- Pays de production :  Royaume-Uni
- Langue : anglais
- Format : couleurs et parties en noir et blanc – 35 mm – 1,37:1 – mono (Western Electric Recording)
- Genre : film fantastique
- Durée : 90 minutes (1 h 30)
- Dates de sortie :
  - Royaume-Uni : octobre 1951
  - États-Unis : 7 décembre 1951 (sous le titre : I'll Never Forget You)
  - France : 10 janvier 1958

## Distribution
- Tyrone Power : Peter Standish
- Ann Blyth : Helen Pettigrew / Martha Forsyth
- Michael Rennie : Roger Forsyth
- Dennis Price : Tom Pettigrew
- Beatrice Campbell : Kate Pettigrew
- Kathleen Byron : la Duchesse de Devonshire
- Raymond Huntley : M. Throstle
- Irene Browne : Lady Anne Pettigrew